# Conualevia
Conualevia is een geslacht van weekdieren uit de klasse van de Gastropoda (slakken).

## Soorten
- Conualevia alba Collier & Farmer, 1964
- Conualevia marcusi Collier & Farmer, 1964
- Conualevia mizuna Marcus & Marcus, 1967